# Hermannia trifurca
Hermannia trifurca är en malvaväxtart som beskrevs av Carl von Linné. Hermannia trifurca ingår i släktet Hermannia och familjen malvaväxter. Inga underarter finns listade i Catalogue of Life.